# دنيس وولف
دنيس وولف (بالإنجليزية: Dennis Wolff)‏ هو مدرب كرة سلة أمريكي، ولد في 1 مارس 1955 في نيويورك في الولايات المتحدة.